# سعيد محمود سالم
سعيد محمود سالم (1943-) هو كاتب مصري، ولد في الإسكندرية، وهو عضو في اتحاد كتاب مصر وعضو اتحاد الكتاب العرب، حصل على ماجيستير الهندسة الكيميائية من جامعة الاسكندرية 1968، وعمل رئيس قطاع في شركة الورق الأهلية بالإسكندرية ويعمل حاليا كمهندس استشاري.
حصل على عدة جوائز أهمها جائزة الدولة التقديرية في الآداب في 2012.

## مؤلفات
صدرت له عدة أعمال منها:
- «الإسكندرية 2010 فيض من الابداع المتألق».
- «نجيب محفوظ الإنسان»، سلسلة نجيب محفوظ، الهيئة المصرية العامة للكتاب، 2011.[3]
- «الإسكندرية قبل ثورة 25 يناير: طوفان من الإبداع المتميز»، مكتبة الإسكندرية، 2015.[4]

### مجموعات قصصية
- «قبلة الملكة»، اتحاد الكتاب العرب بدمشق، 1987.[5]
- «الموظفون»، اتحاد الكتاب العرب بدمشق، 1991.[6]
- «الجائزة»، قايتباى للطباعة والنشر، 1994.[7]
- «رجل مختلف»، الهيئة المصرية العامة للكتاب، 1995.[8]
- «الممنوع والمسموح»، مختارات فصول، 2002.[9]
- «أقاصيص من السويد»، الهيئة المصرية العامة للكتاب، 2005.[10]
- «قانون الحب»، سلسلة الكتاب الفضي، نادي القصة، القاهرة، 2006.[11]
- «هوى الخمسين»، المهندسين، الجيزة: دار نهضة مصر للنشر، 2011.[12]
- «الكشف»، الهيئة المصرية العامة للكتاب، 2013.[13]
- «رحيق الروح»، 2017.[14]
- «المعضلة الكبرى..مختارات قصصية»، هيئة قصور الثقافة، 2020.[15]

### روايات
- «آلهة من طين»، الطبعة الأولى: الهيئة المصرية العامة للكتاب - 1985، [16] الطبعة الثانية: دار الجليل بدمشق، 1986.[17]
- «استرسال: تقاسيم روائية»، الطبعة الأولى: مطبوعات الرافد بالشارقة عدد ديسمبر 2016، والطبعة الثانية عن دار المعارف 2017.[18]
- «الأزمنة»، روايات دار الهلال، القاهرة، 1992.[19]
- «الحب والزمن»، نشرت على حلقات بجريدة الدستور في 2007 ثم بروايات دار الهلال بالقاهرة في 2011.[20]
- «الشرخ»، دار طلاس بدمشق، 1988.[21]
- «الشئ الآخر»، دار ومطابع المستقبل بالفجالة ومكتبة المعارف ببيروت، 2004.
- «الفصل والوصل»، الهيئة المصرية العامة للكتاب، 2016.
- «الفلوس»، دار ومطابع المستقبل بالفجالة - القاهرة، 1993.[22]
- «الكيلو 101 الوجه والقناع»، الهيئة المصرية العامة للكتاب، 1999.[23]
- «المقلب»، المجلس الأعلى للثقافة، 2009.[24]
- «بوابة مورو»، جماعة أدباء الإسكندرية، 1977.
- «جلامبو»، جماعة أدباء الإسكندرية، 1976.
- «حالة مستعصية»، روايات دار الهلال، القاهرة، 2002.
- «رحلة الصعود والهبوط»، دار الشروق، 2019.[25]
- «صعاليك الأنفوشى»، الهيئة المصرية العامة للكتاب، 2019.[26]
- «عاليها أسفلها»، الطبعة الأولى: وزارة الثقافة بدمشق - 1985، [27] الطبعة الثانية بعنوان «عاليها واطيها» عن دار ومطابع المستقبل بالفجالة - القاهرة، 1992.[28]
- «عمالقة أكتوبر»، الهيئة المصرية العامة للكتاب، 1979.
- «قصة حب مصرية...»، روايات دار الهلال، القاهرة، 2017.[29]
- «كف مريم»، اتحاد كتاب مصر، مركز الحضارة العربية، 2001.[30]
- «مجنون أكتوبر»، الهيئة المصرية العامة للكتاب، 1979.
- «مذكرات فتاة لم تعثر على عريس»، دار المعارف، 2018.
- «هذيان»، دار المعارف، 2019.[31]
- «أعيش»، دار غراب للنشر والتوزيع، 2020.[32]

## جوائز
- الجائزة الأولى في مسابقة احسان عبد القدوس للرواية 1990 عن رواية “الأزمنة” .
- جائزة الدولة التشجيعية في القصة لعام 1994 عن مجموعة (الموظفون) الصادرة عام 1991 عن مطبوعات اتحاد العرب بدمشق.
- جائزة اتحاد كتاب مصر في الرواية لعام 2001 عن رواية “كف مريم”.
- جائزة اتحاد كتاب مصر في الرواية لعام 2010 عن رواية المقلب.
- جائزة الدولة التقديرية في الآداب في 2012.[2]
- وسام الجمهورية للعلوم والفنون من الطبقة الأولى في 2013.